# Rita Zeqiri
Rita Zeqiri (Pristina, 8 de desembre de 1995) és una nedadora kosovar. Estudia dret. Membre del club esportiu KN Step Prishtina, va ser nomenada millor nedadora de 2013, un reconeixement que va rebre per quarta vegada consecutiva. El 2012 va triomfar deu disciplines sèniors i va guanyar vint-i-una medalles internacionals, vint de les quals eren d'or. El 2015 va participar en els 50 metres esquena femení del Campionat del Món de natació, i l'any següent va competir en la mateixa categoria al Campionat d'Europa de natació de 2016. El 2016 va participar en els Jocs Olímpics d'Estiu de 2016, a la prova dels 100 metres esquena femení.